# تپه یوسف‌آباد (فیروزه)
تپه یوسف‌آباد مربوط به اوایل اسلام است و در شهرستان فریمان، روستای یوسف‌آباد واقع شده و این اثر در تاریخ ۱۶ شهریور ۱۳۸۳ با شمارهٔ ثبت ۱۱۱۳۳ به‌عنوان یکی از آثار ملی ایران به ثبت رسیده‌است.